# Cyril Cartwright
Cyril Cartwright (28 de enero de 1924-29 de enero de 2015) fue un deportista británico que compitió en ciclismo en la modalidad de pista. Ganó una medalla de plata en el Campeonato Mundial de Ciclismo en Pista de 1949, en la prueba de persecución individual.

## Medallero internacional
| Campeonato Mundial | Campeonato Mundial     | Campeonato Mundial | Campeonato Mundial         |
| Año                | Lugar                  | Medalla            | Competición                |
| ------------------ | ---------------------- | ------------------ | -------------------------- |
| 1949               | Copenhague (Dinamarca) | Medalla de plata   | Persecución individual (A) |